# Union des Scolaires Nigériens
L' Union des Scolaires Nigériens (USN) est une organisation estudiantine nigérienne .

## Organisation
L'Union des Scolaires Nigériens se considère comme représentant les intérêts des élèves et étudiants nigériens de l'école primaire à l'enseignement supérieur en passant par le secondaire (collège et lycée). Elle comprend plusieurs associations sectorielles, dont l' Union des Etudiants Nigériens de l'Université de Niamey (UENUN), l'organisation étudiante de l'Université Abdou Moumouni de Niamey. Certaines sections sont basées à l'étranger, où elles représentent les intérêts des étudiants de la diaspora nigérienne.

## Histoire
L'Union des Scolaires Nigériens est l'un des plus anciens syndicats d'intérêt des scolaires du Niger. Le projet de sa fondation remonte à juillet 1958. Elle a été enregistrée en tant qu'organisation auprès du ministère de l'Intérieur le 02 janvier 1959. Ses statuts, que le sociologue Diouldé Laya a soumis aux autorités nationales , sont entrés en vigueur le 16 juillet 1960, date généralement considérée comme la date de fondation de l'organisation.
Les membres fondateurs appartiennent déjà à des groupes plus petits ayant une expérience dans l'organisation de protestations et de manifestations, notamment l'Union des étudiants nigériens de Dakar, l'Association des étudiants du Cours Normal de Tahoua, la Coopérative du Collège Classique et Moderne de Niamey et l'Association des étudiants nigérienns en France, qui fonctionne comme une section de la fédération des étudiants d'Afrique noire en France, l'association des étudiants d'Afrique noire en France. Dans son orientation radicale de gauche, l'Union des Scolaires Nigériens était idéologiquement proche de la Fédération des Etudiants d'Afrique Noire en France et de l'association étudiante ouest-africaine Union Générale des Étudiants d'Afrique Occidentale. Elle s'est organisée en plusieurs sections partout au Niger ainsi qu'à Abidjan, Dakar, en France et dans les pays du bloc de l'Est. Pour des raisons de sécurité, leur siège social a d'abord été longtemps délocalisé en France avant d'être installé définitivement à Niamey.
De 1972 à 1973, Mahamane Brah a été président de l'Union des Scolaires Nigériens (USN) . En juillet 1973, le gouvernement du président Hamani Diori décide de fermer l'internat rattaché au Lycée National de Niamey, invoquant les coûts très élevés. Les étudiants se sont alors lancés dans une grève scolaire illimitée le 21 juillet 1973. Dans l'espoir d'arrêter la mobilisation, le gouvernement décide de dissoudre l'Union des Scolaires Nigériens en août 1973, mais cela ne fait que radicaliser davantage le mouvement de protestation. Le 22 octobre 1973, le président de l'association étudiante du Lycée National, une branche de l'USN, a appelé d'autres étudiants à faire grève, ce qui lui a valu, ainsi que d'autres étudiants du Lycée National, d'être emprisonnés. Les étudiants protestataires ont affronté les forces de sécurité dans les rues des grandes villes et surtout à Niamey dans la capitale. La grève a pris fin le 22 janvier 1974 après des négociations avec la direction du Parti progressiste nigérien au pouvoir, qui a promis une compensation pour la fermeture de l'internat.
Sous le règne du régime militaire du Conseil militaire suprême de Seyni Kountché, qui a duré de 1974 à 1987, l'Union des scolaires nigériens n'a pas été reconnue par l'État et ses dirigeants ont été soumis à la répression massive. A l’inverse, l’organisation considérait le régime, tout comme le précédent, comme un valet de l’impérialisme . À la fin des années 1970, ses dirigeants comprenaient Foumakoye Gado et, d'Abidjan, Illa Maïkassoua . Plus tard, Amadou Boubacar Cissé    et Mohamed Ben Omar en furent des membres connus.
La politique d'austérité du président Ali Saïbou, au pouvoir depuis 1987, a également touché les étudiants, par exemple en ce qui concerne la menace de suppression des bourses. L’Union des Scolaires Nigériens met désormais davantage l’accent sur son rôle de groupe d’intérêt que sur les préoccupations sociopolitiques générales du pays. Afin de protester contre les coupes dans le budget universitaire prévues par la Banque mondiale. L'Union des Etudiants Nigériens à l'Université de Niamey (UENUN) a organisé la manifestation historique du 9 février 1990, qui a abouti à des affrontements mortels avec les forces de sécurité sur le pont Kennedy et qui a conduit à la progressive la perte de pouvoir d’Ali Saïbou et des Forces s’est accélérée. Le 28 décembre 1990, l'Union des Scolaires Nigériens a été officiellement reconnue comme organisation par l'État . L'USN a été autorisée à envoyer 100 délégués votants à la conférence nationale de 1991, qui a accompagné la transformation du Niger en une démocratie multipartite. Ceux-ci étaient particulièrement visibles en raison de leurs critiques à l’égard du régime actuel et des régimes précédents.
Les violents affrontements des années 1990 entre l'Union des scolaires nigériens (USN), les militaires au pouvoir et les syndicats d'une part, et les gouvernements successifs de l'autre étaient liés à la situation financière difficile de l'État. Lorsque le président Mamadou Tandja a brigué un troisième mandat en 2009, ce qui n'était pas prévu par la constitution, la plupart des étudiants venaient des régions de Maradi et de Zinder, ses fiefs politiques, et il a également soudoyé des membres de la direction de l'USN. L'organisation a soutenu ses aspirations. Après la chute de Tandja, l'Union des Scolaires Nigériens a repris son rôle de groupe de défense et a continué à utiliser une rhétorique résolument de gauche .

## Littérature
- Rahmane Idrissa: Historical Dictionary of Niger. 5. Auflage. Rowman & Littlefield, Lanham/Boulder/New York/London 2020,  (ISBN 978-1-5381-2014-9), Eintrag Union des Scolaires Nigériens (USN), S. 479–480.